# NGC 2305
NGC 2305 је елиптична галаксија у сазвежђу Летећа риба која се налази на NGC листи објеката дубоког неба.
Деклинација објекта је - 64° 16' 22" а ректасцензија 6h 48m 37,3s. Привидна величина (магнитуда) објекта NGC 2305 износи 11,8 а фотографска магнитуда 12,8. Налази се на удаљености од 35,239 милиона парсека од Сунца. NGC 2305 је још познат и под ознакама ESO 87-44, AM 0648-641, PGC 19641.